# 在我背上的翅膀
在我背上的翅膀（ボクの背中には羽根がある）是日本二人組合近畿小子的第11張單曲。於2001年2月7日由傑尼斯娛樂唱片公司發行。

## 解說
這是繼上張單曲「夏之王者／除了你誰都不愛」大受歡迎後的第11張單曲。這張單曲的發售日期，與上一張單曲相距達半年以上。同時亦都是相隔4張單曲後，首張純粹『單A面』的單曲作品。據Oricon統計所得，首批銷量比起上張單曲多出10萬張左右，總銷量則達到92萬張。可是這已經是KinKi Kids連續兩張單曲並沒有獲日本唱片協會頒發百萬銷量殊榮。
本單曲是由堂本剛主演的連續劇主題曲，而下一張單曲就是由堂本光一主演的連續劇主題曲。至於歌名方面，與亦常被誤寫成與。值得一提的是，在Oricon銷量榜上從上張單曲開始連續兩張單曲，發售前一週由濱崎步，發售後一週則由宇多田光取得第一位。期後這張單曲與宇多田光一起並列連續兩週取得第一位。再者，濱崎步亦在KinKi Kids下一張單曲發售前一週同樣取得第一位，而且更在2002年的『藍色憂傷』發售時一起取得第一位。
KinKi Kids二人自己以一句「是一首把兩人的方向性改變的歌曲」置評。自本單曲之後，予其偶像路線的流行跳舞曲，他們二人開始較為多唱點搖滾色彩強烈及抒情味道的慢歌較多。再加上他們二人的唱功也提升了不少，被視為路線改變的原因之一。
『在我的背上有翅膀』由織田哲郎負責作曲，松本隆作詞，可謂集合了豪華的創作組合。而歌曲方面亦都用上了富有民族色彩的樂器，洋溢了異國哀傷情緒的旋律，正如他們本身說的一樣，是一首把二人方向改變的歌曲。歌詞的內容曾在堂本剛主演的連續劇大結局中的台詞出現過。在日本，歌名大多縮略為，此曲亦曾在作曲者織田哲郎自己的專輯「MELODIES」中收錄了自己的混音版本。

## 名稱
- 日語原名：
- 中文意思：在我的背後有翅膀
- 香港正東譯名：在我的背上張開了翅膀
- 台灣艾迴譯名：在我背上的翅膀

## 收錄歌曲
1. 在我背上的翅膀（ボクの背中には羽根がある）
  - ※堂本剛參與演出的日本電視台連續劇『向井荒太的動物日記～愛犬羅斯蘭蒂的災難～』主題曲。
  - 作曲：織田哲郎
  - 作詞：松本隆
  - 編曲：家原正樹
2. 總是我在戀愛吧（いつも僕は恋するんだろう）
  - 作曲、作詞：堂島孝平
  - 編曲：CHOKKAKU
3. 在我背上的翅膀 (Instrumental)
  - 作曲：織田哲郎
  - 編曲：家原正樹
4. 總是我在戀愛吧 (Instrumental)
  - 作曲：堂島孝平
  - 編曲：CHOKKAKU